# Институт кристаллографии имени А. В. Шубникова РАН
Институт кристаллографии имени А. В. Шубникова — научный институт отделения физических наук Российской академии наук.
Институт кристаллографии им. А.В. Шубникова был создан распоряжением Президиума АН СССР от 16 ноября 1943 года на базе Лаборатории кристаллографии АН СССР. Первым директором Института стал член-корреспондент АН СССР Алексей Васильевич Шубников.
В разные годы сотрудники Института кристаллографии им. А.В. Шубникова были удостоены двух Ленинских премий, в стенах ИК РАН трудились 21 лауреат Государственной премии и 6 лауреатов премий Совета министров СССР и Правительства РФ. В 1969 году Институт кристаллографии им. А.В. Шубникова был награждён Орденом Трудового Красного Знамени.
Институт кристаллографии им. А.В. Шубникова РАН имеет широкие научные связи с ведущими университетами, исследовательскими центрами и научными учреждениями в России и в мире. В ИК РАН выполняются работы в рамках нескольких действующих международных соглашений о научно-техническом сотрудничестве.
ИК РАН ведёт исследования природных и искусственных кристаллов в трёх основных направлениях:
- Рост: исследование процессов образования кристаллов и их роста, разработка методов синтеза и создание аппаратуры;
- Структура: изучение идеальной (атомной) и реальной (дефектной) структуры кристаллов;
- Свойства: изучение симметрии и физических свойств кристаллов, поиск кристаллов с ценными свойствами.

В апреле 2016 на основе ИК РАН был создан ФНИЦ «Кристаллография и фотоника» РАН, куда вошли как подразделения ещё пять институтов РАН.

## История
- 1925 — Лаборатория кристаллографии при Минералогическом музее АН СССР (Ленинград).
- 1932 — Кристаллографический сектор Ломоносовского института геохимии, минералогии и петрографии АН СССР.
- 1937 — Кристаллографическая лаборатория в составе Группы геологии АН СССР.
- 1943 — Перевод Лаборатории в отделение физико-математических наук и переименование её в Институт кристаллографии.
- 1944 — Организация Института кристаллографии. Директором Института назначен Алексей Васильевич Шубников.
- 1961 — Институт получил комплекс зданий на Ленинском проспекте (Москва).
- 1962 — Директором Института назначен Борис Константинович Вайнштейн.
- 1969 — присуждение правительственной награды ордена Трудового Красного Знамени.
- 1971 — Присвоение Институту имени Героя Социалистического Труда, дважды лауреата Государственной премии академика Алексея Васильевича Шубникова.
- 1981 — Получение нового лабораторного здания на ул. Бутлерова, 17 (Москва).
- 1996 — Исполняющим обязанности директора назначен профессор Валентин Иванович Симонов.
- 1997 — на базе филиала ИК РАН в Калуге образован Научно-исследовательский центр «Космическое материаловедение», его возглавил профессор Борис Георгиевич Захаров.
- 1998 — Директором Института избран профессор Михаил Валентинович Ковальчук, в 2013 году Отделение физических наук РАН дважды не утвердило М. В. Ковальчука директором Института.[3]

В апреле 2016 года на основе Института кристаллографии им. А.В. Шубникова РАН был создан 
Федеральный научно-исследовательский центр «Кристаллография и фотоника» Российской академии наук (ФНИЦ КиФ РАН).
Ныне в состав ФНИЦ «Кристаллография и фотоника» РАН входят следующие подразделения: 
- «Институт кристаллографии им. А.В. Шубникова РАН»,
- «Центр фотохимии РАН»
- «Институт фотонных технологий РАН»;

и три филиала: 
- «Институт проблем лазерных и информационных технологий РАН»,
- «Институт систем обработки изображений РАН» и
- «Лаборатория космического материаловедения ИК РАН»[2].
- март 2023 года вошел в состав Курчатовского института.

## Направления работ
- Поиск и выращивание новых кристаллов и структур с заданными свойствами.
- Взаимодействие рентгеновского, синхротронного излучения, электронов и нейтронов с конденсированными средами Развитие методов изучения структуры и свойств с помощью синхротронного излучения.
- Развитие биологического материаловедения (синтез, кристаллизация, изучение структуры и свойств биологических объектов) и органических систем.
- Космическое материаловедение.
- Поверхность, приповерхностные слои, границы раздела и тонкие плёнки. Синтез, изучение структуры и свойств, развитие методов диагностики.
- Инновационная деятельность в области роста кристаллов и создания аппаратуры для выращивания кристаллов и проведения рентгеновских исследований.
- Научное приборостроение
- Подготовка научных кадров в аспирантуре.